# Rigi Bahnen AG
De Rigi Bahnen AG is een Zwitserse bergspoorlijn gelegen in de kantons Luzern en Schwyz met het hoofdkantoor in Vitznau.

## Geschiedenis
De Rigi Bahnen heeft de bedrijfsvoering van de volgende bedrijven:
- Arth-Rigi-Bahn (ARB)
- Vitznau–Rigi Kulm (VRB)
- Luftseilbahn Weggis-Rigi Kaltbad (LWRK)

Deze bedrijven fuseerden in 1992 tot Rigi Bahnen AG.

## Tandradsysteem
De Rigi Bahnen maken gebruik van het tandradsysteem Riggenbach. Riggenbach is een tandradsysteem ontwikkeld door de Zwitserse constructeur en ondernemer Niklaus Riggenbach (1817-1899).

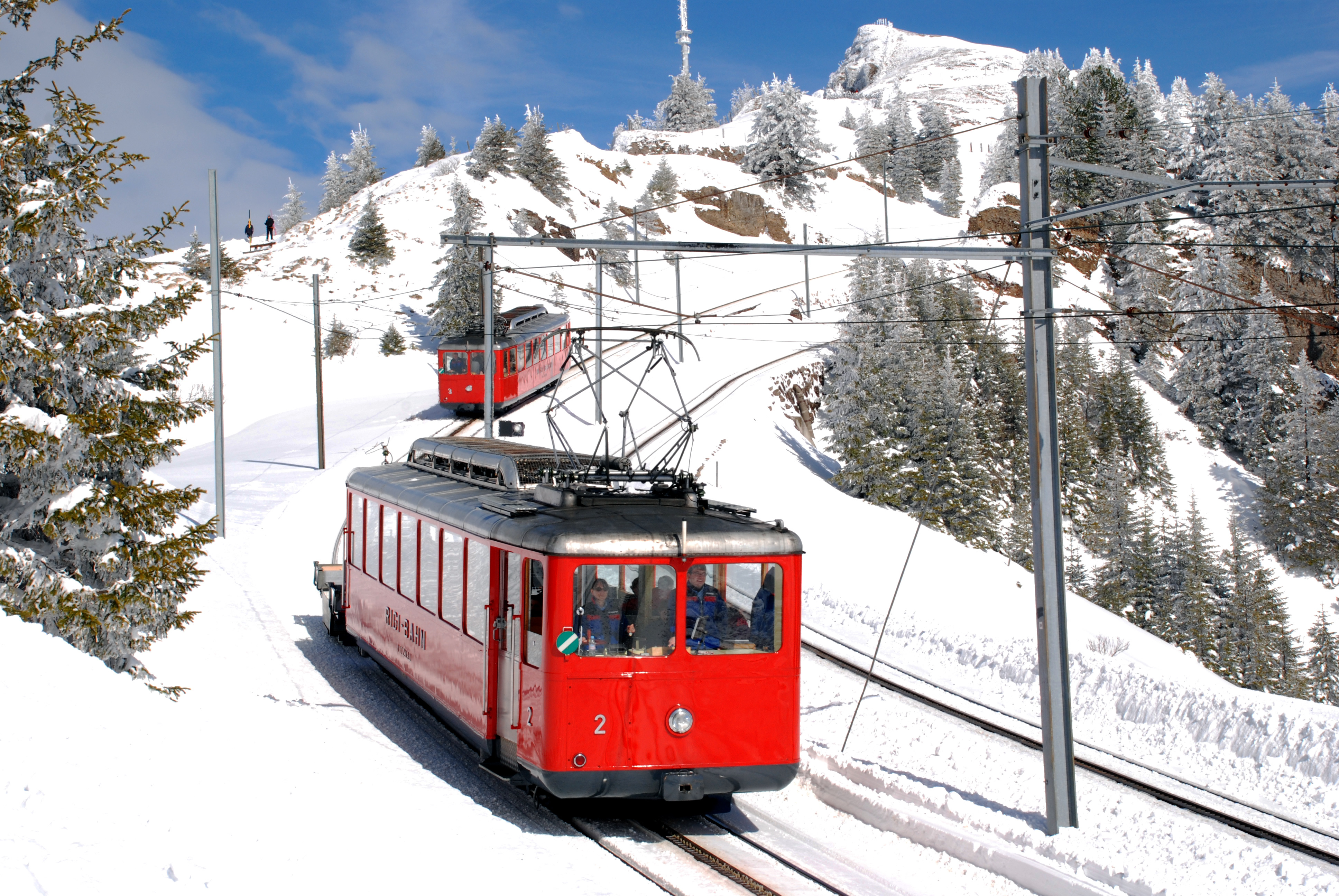
Vitznau-Rigibahn-Elektrische motortreinstel

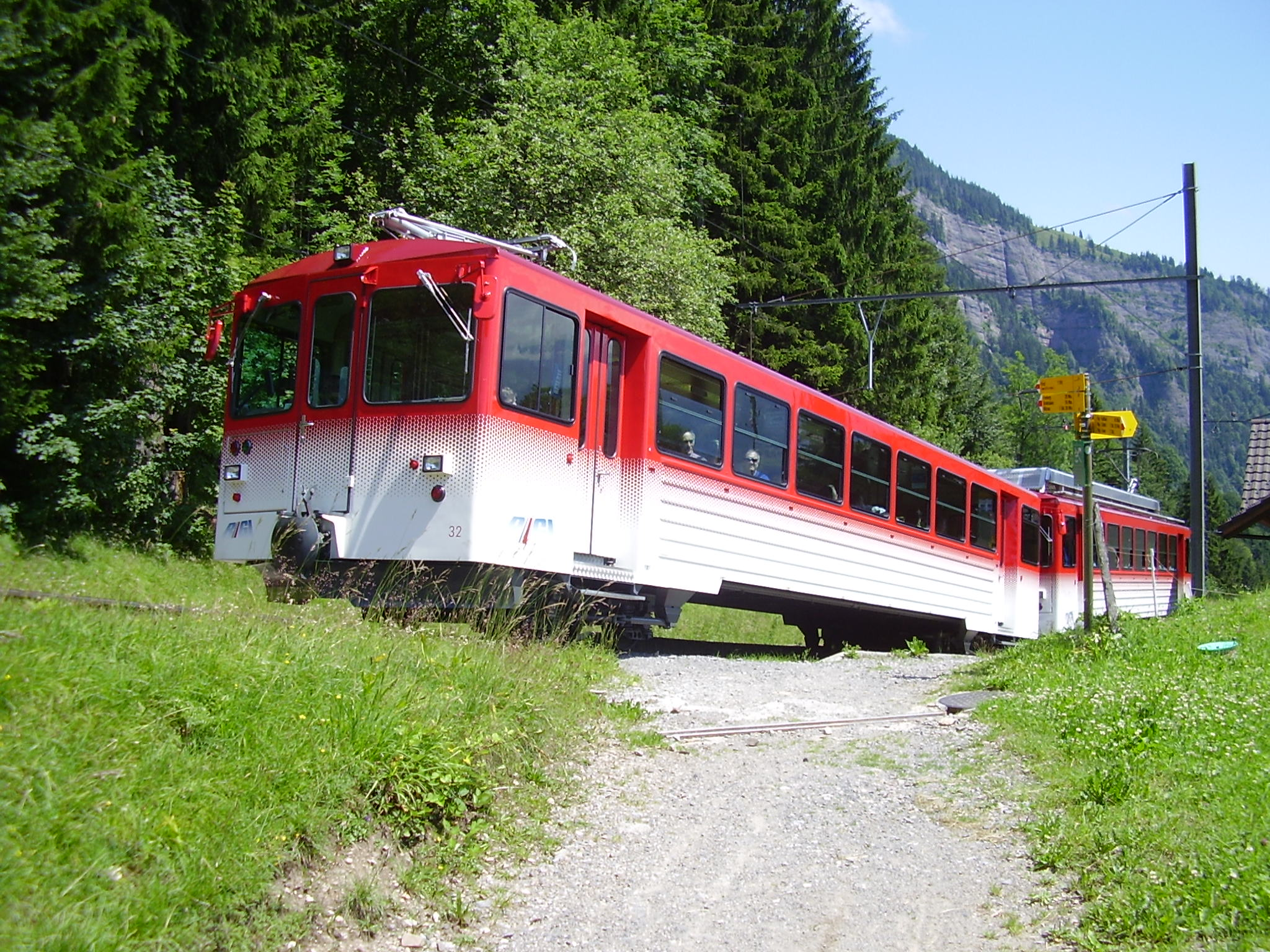
Vitznau-Rigibahn in de zomer

## Elektrische tractie
De trajecten van de Rigi Bahnen werden geëlektrificeerd met een spanning 1500 volt gelijkstroom.

## Film
- SWR: Eisenbahn-Romantik – 125 Jahre Rigi-Bahn (Folge 226)